# Atenska agora
Atenska agora, katere ostanki so v Atenah, je najbolj znana in ena najbolje ohranjenih agor. Je na severozahodu Akropole in meji na jugu na hrib Areopag, na zahodu pa na hrib, znan kot Kolon agore.

## Zgradba klasične agore
1. Peristilno dvorišče
2. Kovnica denarja
3. Eneakrunos
4. Južna stoa I in južna stoa II
5. Heliaea
6. Strategeion
7. Kolon agore
8. Pritaneion
9. Agorski kamen
10. Spomenik istoimenskim herojem
11. Metroon (stari buleterion)
12. Novi buleterion
13. Hefajstov tempelj (Hephaestion)
14. Tempelj Apolona Patrosa
15. Zevsova stoa
16. Oltar dvanajstih bogov
17. Stoa bazilike (Kraljevska stoa)
18. Tempelj Afrodite Uranije
19. Hermesova stoa
20. Stoa Poikile

### Pozneje zgrajene zgradbe v agori
Številni objekti so bili agori dodani pozneje. Med dodanimi do 2. st. n. št. so:
- srednja stoa, ki je bila zraven svetišča, pred Heliaeo,
- mali rimski tempelj pred srednjo stoo,
- oltar Zevsa agore je bil dodan pred spomenik istoimenskim herojem,
- Aresov tempelj, posvečen Aresu, bogu vojne, je bil dodan v severni polovici agore, južno od oltarja dvanajstih bogov,
- Agripin Odeon in gimnasium sta bila dodana v središču agore,
- Atalosova stoa je bila zgrajena na vzhodnem robu agore,
- vrsta zgradb je bila zgrajena na jugovzhodnem delu agore: vzhodna stoa, knjižnica Pantainos, Nimfej in tempelj.
- So dokazi, da je bila v 3. stoletju v agori tudi sinagoga.

## Izkopavanja
Starodavno atensko agoro je izkopavala American School of Classical Studies at Athens od leta 1931 pod vodstvom T. Leslie Shear starejšega pa vse do današnjih dni, zdaj pod vodstvom Johna McK Campa. 
Po začetni fazi izkopavanj leta 1950 je bila obnovljena helenistična Atalova stoa na vzhodni strani agore in je danes muzej, skladišče in pisarniški prostor za ekipo, ki izkopava. 
Virtualna rekonstrukcija antične agore  v Atenah je bila izdelana s sodelovanjem Ameriške šole za klasične študije v Atenah in Fundacije za Helenski svet s tremi različnimi izhodi (3D video, VR real-time dom performance, Google Earth 3D).